# Kaliumhexacyanidoferrat(II)
Kaliumhexacyanidoferrat(II) ist ein Salz mit der Konstitutionsformel K4[Fe(CN)6]. Es handelt sich um eine Komplexverbindung in der Gruppe der Cyanide. Es wird auch als Kaliumferrocyanid, Gelbes Blutlaugensalz oder Gelbkali bezeichnet. Man findet noch häufig die Bezeichnung Kaliumhexacyanoferrat(II) nach älterer Nomenklatur der IUPAC. Es ist in Wasser und Aceton gut, in Ethanol und Diethylether nicht löslich.

## Vorkommen
In der Natur kommt Kaliumhexacyanidoferrat(II) als das sehr seltene Mineral Kafehydrocyanit vor.

## Herkunft des Namens
Der Name Blutlaugensalz rührt von der Darstellungsweise durch Alchemisten her. Sie erhitzten Blut mit Knochen, Horn und anderen proteinhaltigen Substanzen in Gegenwart von  Eisenspänen und Pottasche. Der Rückstand wurde mit Wasser ausgelaugt. Daraus kristallisierte anschließend, je nachdem, wie viel Luft man beim Erhitzen zuließ, ein gelbes (Gelbes Blutlaugensalz) oder rotes Salz (Rotes Blutlaugensalz) aus.

## Herstellung
Es wurde erstmals 1752 von Pierre-Joseph Macquer aus Berliner Blau und Kalilauge hergestellt und diente umgekehrt häufig zur Produktion von Berliner Blau.
Hergestellt wird Kaliumhexacyanidoferrat(II) aus einer Eisen(II)-Salzlösung und Kaliumcyanid. Es enthält dann Kristallwasser und liegt als K4[Fe(CN)6] · 3 H2O (Kaliumhexacyanidoferrat(II)-Trihydrat) vor. Oberhalb von 60 °C gibt es das Kristallwasser wieder ab und geht in ein farbloses Pulver über, bei 100 °C ist es wasserfrei.
{\displaystyle \mathrm {Fe^{2+}+6\ CN^{-}\rightleftharpoons [Fe(CN)_{6}]^{4-}} \quad \quad K_{A}=\mathrm {\frac {[[Fe(CN)_{6}]^{4-}]}{[Fe^{2+}]\cdot [CN^{-}]^{6}}} =10^{35}}
Die thermische Beständigkeit liegt bei 200 °C.

## Verwendung

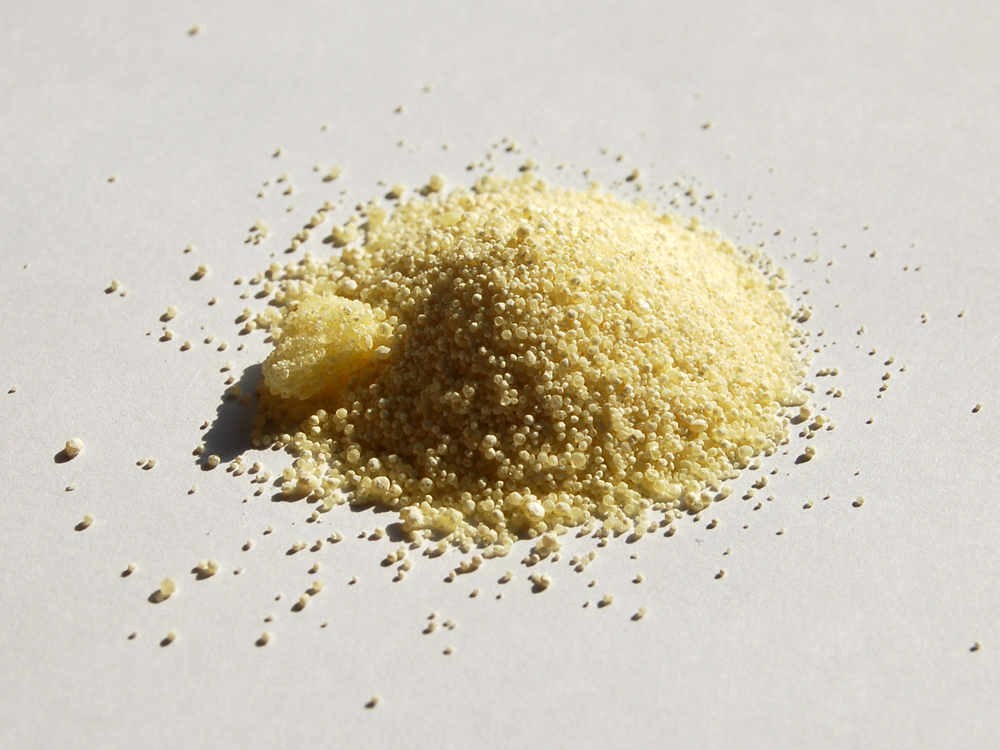
Kaliumhexacyanidoferrat(II)

In der Analytik wird das Salz zum Nachweis von Eisen(III)-Ionen verwendet. In Lösung erhält man bei Zugabe von FeIII-Ionen zunächst lösliches Berliner Blau, K[FeIIIFeII(CN)6], durch einen Überschuss fällt unlösliches Berliner Blau aus, Fe4[FeII(CN)6]6. Diese Reaktionen dienen zum Nachweis von Eisen(III)-Ionen:
{\displaystyle \mathrm {4\ Fe^{3+}+3\ [Fe^{+II}(CN)_{6}]^{4-}\longrightarrow {Fe^{+III}[Fe^{+III}Fe^{+II}(CN)_{6}]}_{3}} }
Aus Kaliumhexacyanidoferrat(II) lässt sich durch Oxidation mit Wasserstoffperoxid oder Chlor Kaliumhexacyanidoferrat(III) herstellen.
Es ist in der EU als Lebensmittelzusatzstoff der Bezeichnung E 536 ausschließlich für die Verwendung in Kochsalz und Kochsalzersatz als Rieselhilfe zugelassen. Bei der Herstellung von Wein wird es in der sogenannten Blauschönung eingesetzt, indem es Trübungen durch Metallverbindungen ausfällt.
Kaliumhexacyanidoferrat wird ebenfalls zum Einsatzhärten von ansonsten schlecht härtbaren Stählen verwendet. Kaliumhexacyanidoferrat wird bei Kontakt mit dem rotglühenden Werkstück flüssig und gibt seinen Kohlenstoff an das Werkstück ab. Die Oberfläche wird dadurch aufgekohlt und härtbar.

## Toxikologie
Unter Normalbedingungen ist das Hexacyanidoferrat(II)-Ion ein stabiler Komplex und ist ungiftig. Es wird unverändert über den Harn ausgeschieden.